# Bodotriidae
Bodotriidae  (лат.) — семейство морских кумовых раков из класса высших раков (Malacostraca). Около 380 видов.

## Описание
Мелкие ракообразные, отличающиеся от других кумовых рачков отсутствием свободного тельсона и развитием брюшных конечностей (плеоподов) у самцов (хотя бы частично). Своим внешним видом тела напоминают головастиков: покрытая панцирем вздутая головогрудь и грудной отдел (покрыты общим панцирем карапаксом) укрупнены и контрастируют с более тонким брюшком (плеоном), заканчивающимся хвостовой вилкой. Глаза развиты. Мандибулы ладьевидные. В жаберном аппарате нет жаберных пластинок. Как правило, у самцов развиты пять пар конечностей плеоподов. Уроподы (удлинённые конечности шестого сегмента) имеют одночлениковый или двучлениковый эндоподит
.

## Систематика
Насчитывает около 380 видов и 36 родов, крупнейший род Cyclaspis Sars, 1865 включает более 100 видов. Семейство было впервые выделено в 1901 году зоологом Т. Скоттом (T. Scott, 1901). В российских водах Японского моря встречаются представители 3 родов и двух подсемейств.
Bodotriinae Scott, 1901
- Alticuma Day, 1978
- Apocuma Jones, 1973
- Atlantocuma Bacescu & Muradian, 1974
- Austrocuma Day, 1978
- Bacescuma Petrescu, 1998
- Bodotria Goodsir, 1843
- Cyclaspis Sars, 1865
- Cyclaspoides Bonnier, 1896
- Eocuma Marcusen, 1894
- Iphinoe Bate, 1856
- Mossambicuma Day, 1978
- Pseudocyclaspis Edwards, 1984
- Stephanomma Sars, 1871
- Upselaspis Jones, 1955
- Zygosiphon Calman, 1907

Mancocumatinae Watling, 1977
- Mancocuma Zimmer, 1943
- Pseudoleptocuma Watling, 1977
- Speleocuma
- Spilocuma Watling, 1977

Vaunthompsoniinae
- Bathycuma Hansen, 1895
- Cumopsis G. O. Sars, 1865
- Gaussicuma Zimmer, 1907
- Gephyrocuma Hale, 1936
- Gigacuma Kurian, 1951
- Glyphocuma Hale, 1944
- Heterocuma Miers, 1879
- Hypocuma Jones, 1973
- Leptocuma Sars, 1873
- Paravaunthompsonia Mühlenhardt-Siegel, 2008
- Picrocuma Hale, 1936
- Pomacuma Hale, 1944
- Pseudosympodomma Kurian, 1954
- Scyllarocuma
- Sympodomma Stebbing, 1912
- Vaunthompsonia Bate, 1858
- Zenocuma Hale, 1944

## Галерея

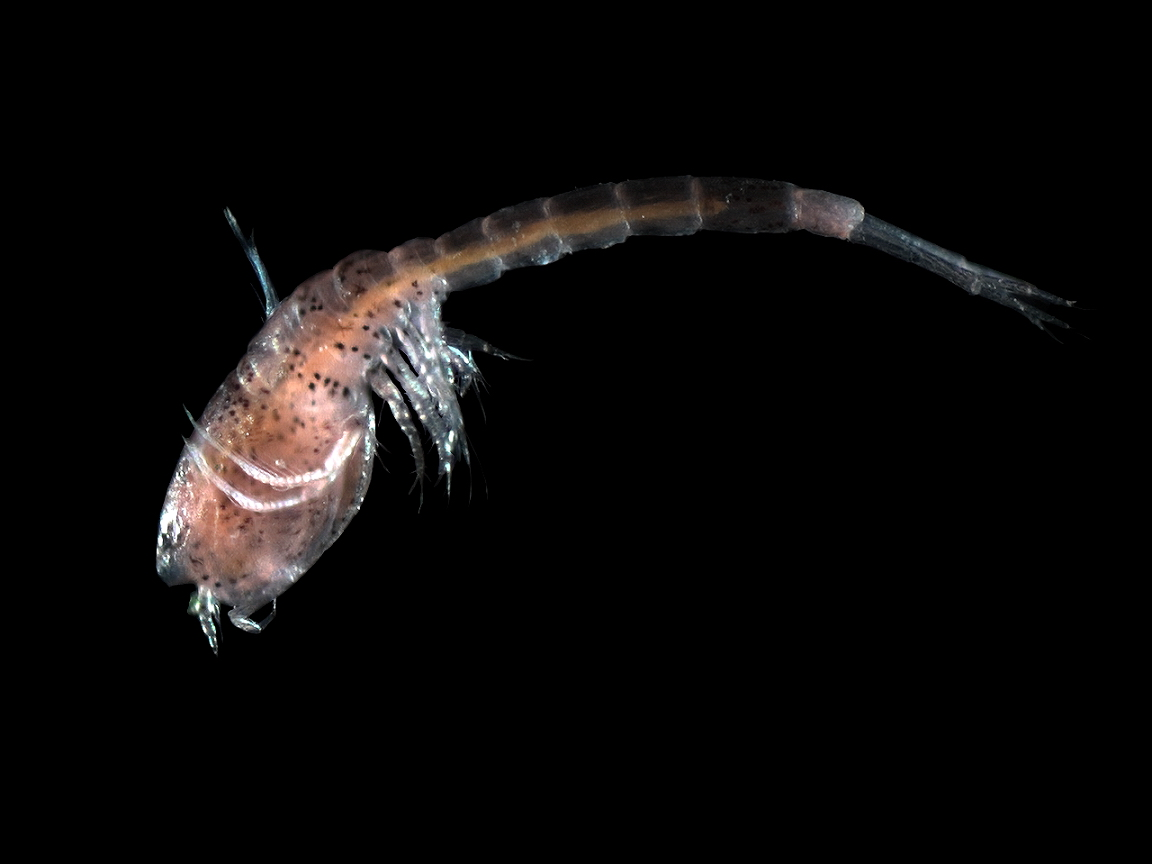
Cumopsis goodsir
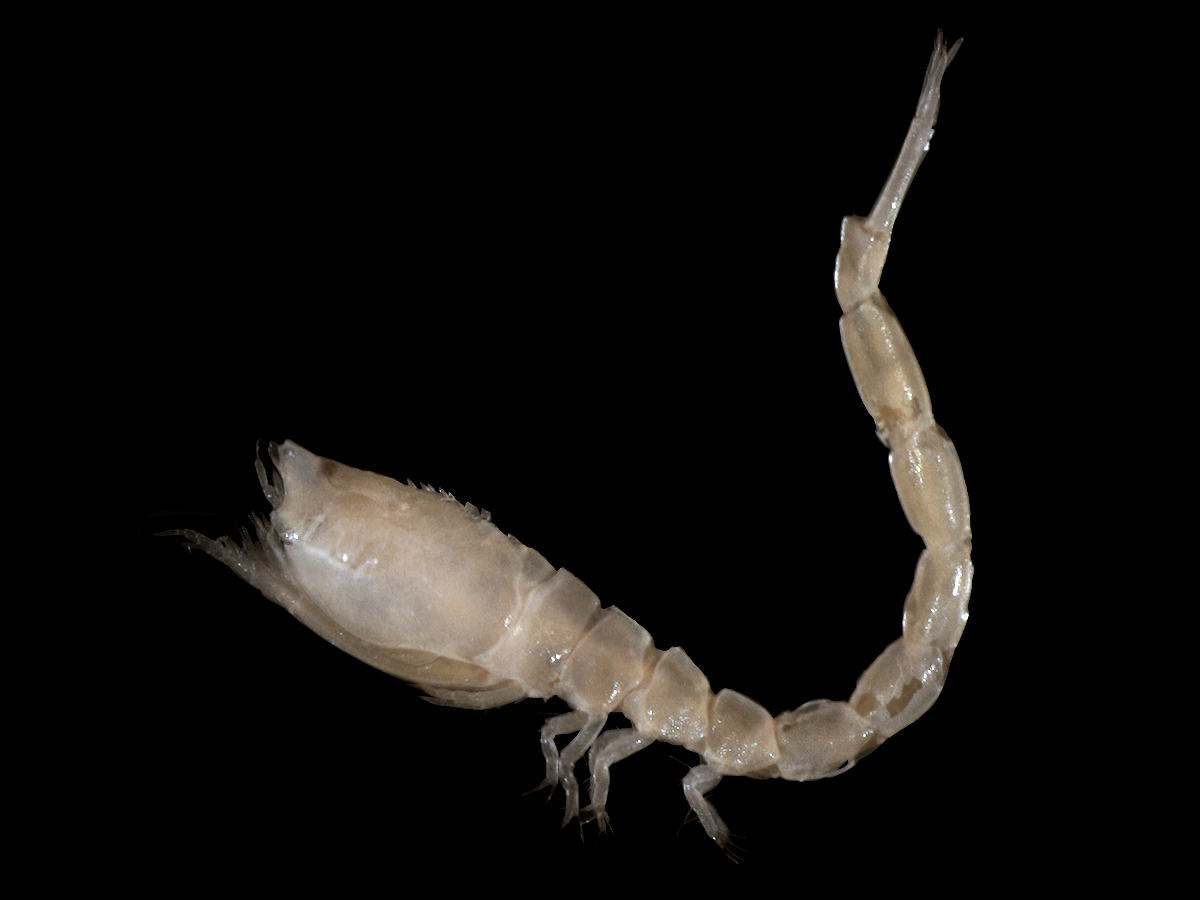
Iphinoe trispinosa
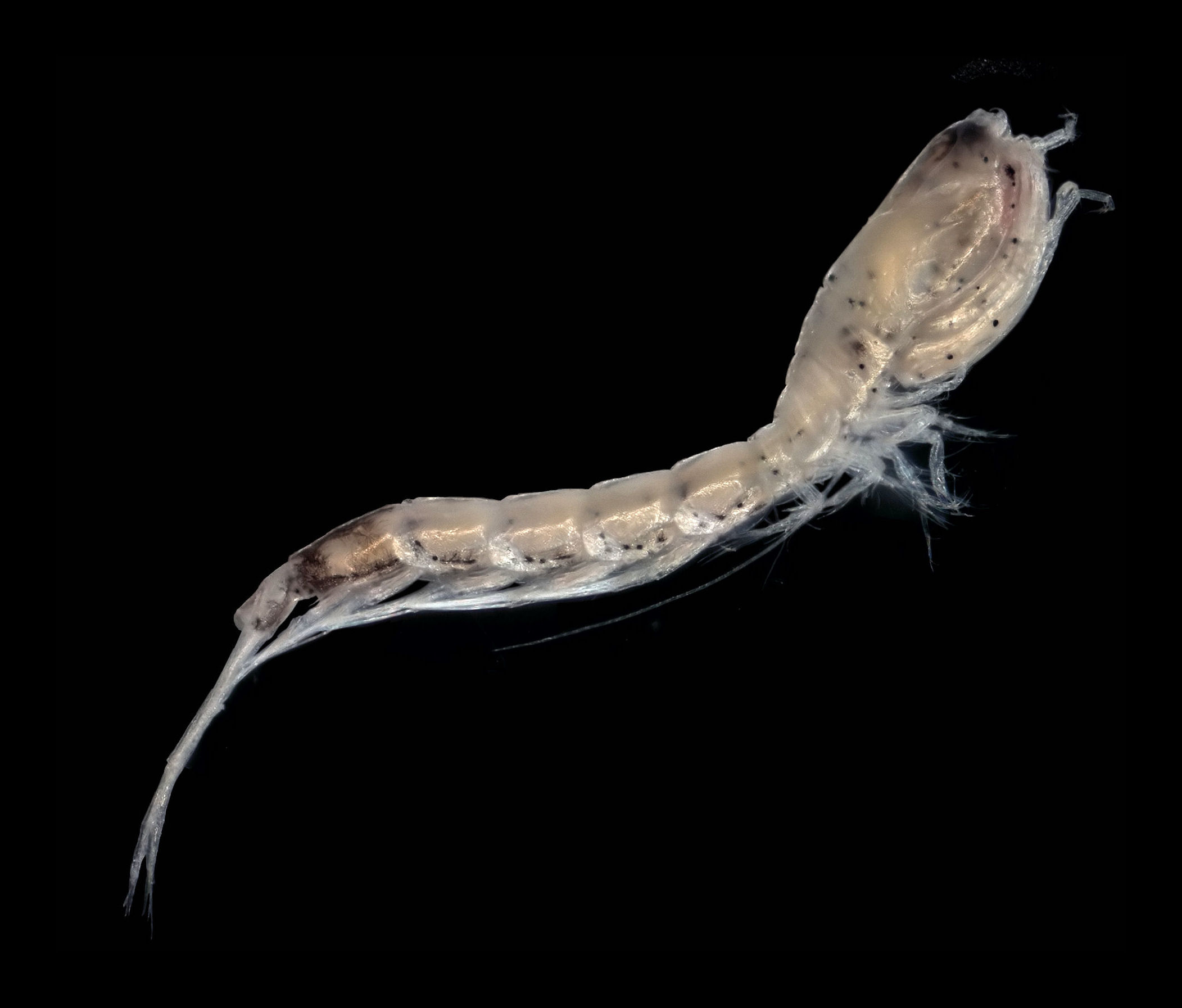
Vaunthompsonia cristata
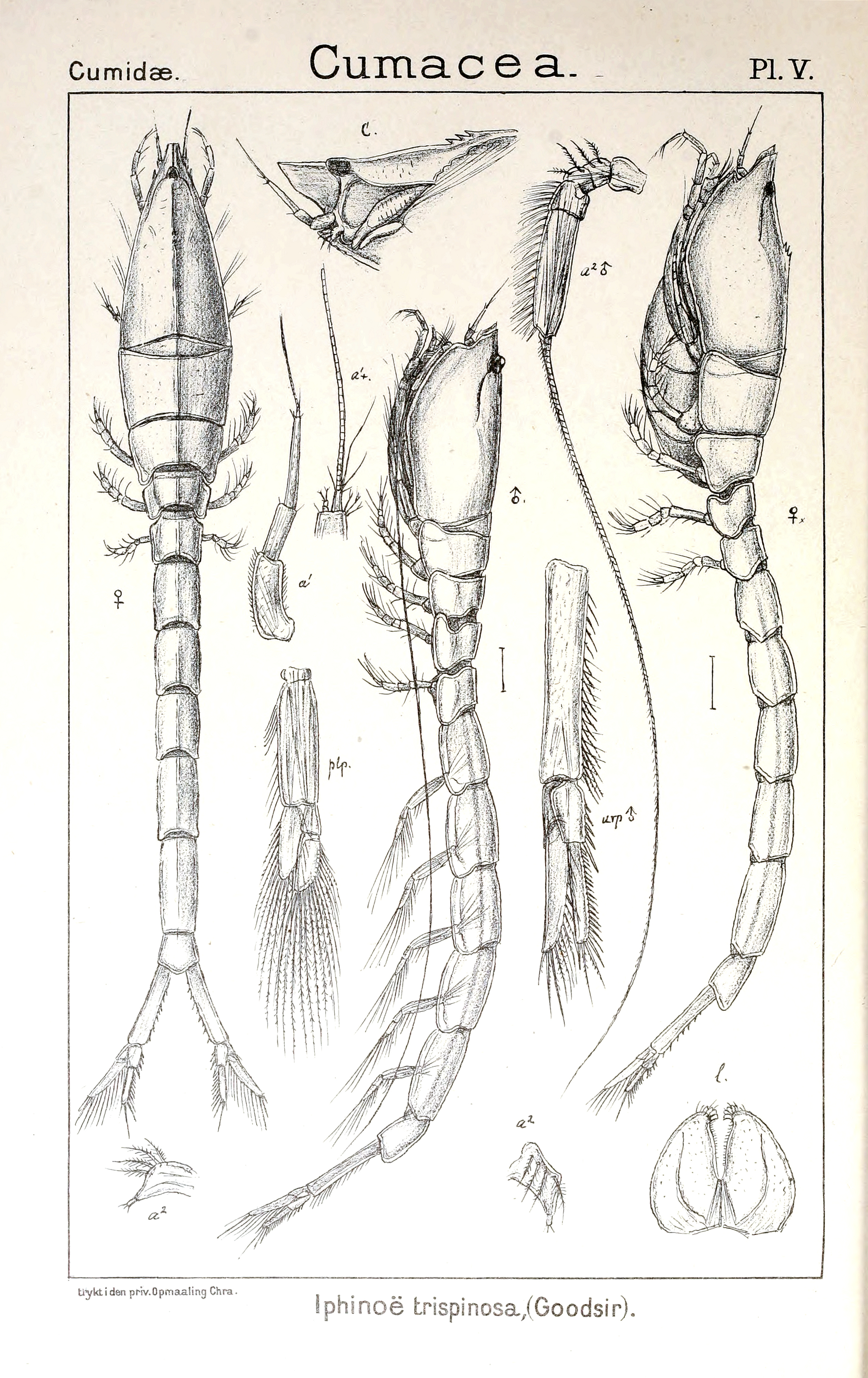
Iphinoe trispinosa
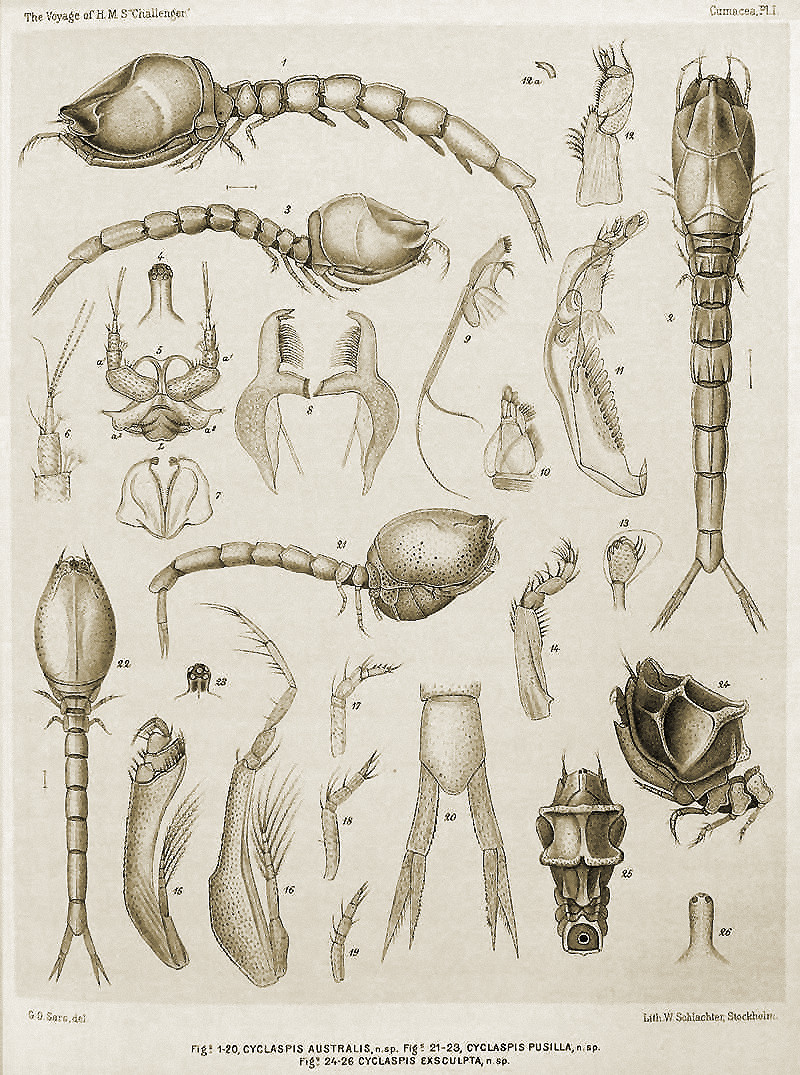
Cyclaspis australis